# Leptocoelotes
Leptocoelotes är ett släkte av spindlar. Leptocoelotes ingår i familjen mörkerspindlar.
Kladogram enligt Catalogue of Life:
| Leptocoelotes | \| \| Leptocoelotes edentulus \| \| \| \| \| \| Leptocoelotes pseudoluniformis \| \| \| \| |
|               | \| \| Leptocoelotes edentulus \| \| \| \| \| \| Leptocoelotes pseudoluniformis \| \| \| \| |
|               | Leptocoelotes edentulus                                                                    |
|               |                                                                                            |
|               | Leptocoelotes pseudoluniformis                                                             |
|               |                                                                                            |